# Boiarka, Bârzula
Boiarka (în ucraineană Боярка) este un sat în comuna Ananiev din raionul Bârzula, regiunea Odesa, Ucraina.

## Demografie
Componența lingvistică a localității Boiarka
     Ucraineană (92,73%)
     Română (6,57%)
     Alte limbi (0,35%)
Conform recensământului din 2001, majoritatea populației localității Boiarka era vorbitoare de ucraineană (92,73%), existând în minoritate și vorbitori de română (6,57%).